# George Balanchine
George Balanchine, původním jménem Giorgi Melitonovič Balančivadze, gruzínsky გიორგი ბალანჩივაძე (22. leden 1904, Petrohrad – 30. duben 1983, New York) byl gruzínský baletní choreograf narozený v Rusku, který se proslavil v USA, kde roku 1934 založil slavnou baletní školu (SAB), roku 1948 legendární soubor New York City Ballet a vytvořil nový baletní styl, tzv. neoklasiku (někdy nazývána americký balet). Mezi jeho nejvýznačnější tituly patří Apollon, vůdce múz, Marnotratný syn, Jewels, Divertimento No. 15, Themes and Variations, Concerto Barocco. Za ovlivněné jeho dílem se označovali další slavní choreografové - John Cranko, John Neumeier, William Forsythe, Jiří Kylián aj.

## Život
Vystudoval slavnou Imperiální baletní školu v Mariinském divadle v Petrohradě (po roce 1918 změnila název na Sovětská státní baletní škola, dnes Akademie ruského baletu A. J. Vaganovoje) a hudbu na petrohradské konzervatoři (na přání svého otce, hudebního skladatele Melitona Balančivadzeho). Studia skončil roku 1924 a vydal se spolu se skupinou dalších baletních umělců (Alexandra Danilovová, Tamara Gevergevová, Nikolas Efimov) na turné po Evropě. V Paříži se připojil k Ruskému baletu (Ballets russes) Sergeje Ďagileva. Jméno Balančivadze na Balanchine mu změnil právě Ďagilev. Balanchine pro něj nakonec napsal deset baletních představení, mj. i Apolla (1928) a Marnotratného syna (1929). U Ďagileva také Balanchine prvně potkal hudebního skladatele Igora Stravinského, s nímž až do své smrti úzce spolupracoval. Ďagilev zemřel roku 1929, načež Balanchine pracoval pro Dánský královský balet a Ruský balet Monte Carlo. Roku 1933 spoluzaložil avantgardní skupinu Les Ballets. Když její vystoupení spatřil americký mecenáš a filantrop Lincoln Kirstein, pozval Balanchina do New Yorku, aby zde založil baletní školu i společnost a šířil moderní balet v Americe. To se podařilo, načas se Balanchinova skupina stala hlavní skupinou Metropolitní opery (do roku 1938), ale avantgardní pojetí Balanchinovo a konzervativní požadavky velké scény na sebe neustále narážely. Až roku 1948 našli Kirstein a Balanchine ideální model, když založili společnost New York City Ballet, která vystupovala v New York City Center a později v New York State Theatre v Lincolnově centru. Pro tuto společnost vytvořil Balanchine 150 choreografií. V Americe začal Balanchine vytvářet rovněž choreografie pro film (zejm. slavné taneční číslo Slaughter on Tenth Avenue ve snímku On Your Toes z roku 1936) a broadwayskou muzikálovou scénu. S oblibou též vytvářel taneční variace na hudební díla, kupříkladu Brahmsův Liebeslieder Walzer (1960) či Schumannův Davidsbündlertänze (1980).